# Lauren Hough
Lauren Hough (11 de abril de 1977) es una jinete estadounidense que compitió en la modalidad de salto ecuestre. Ganó cuatro medallas en los Juegos Panamericanos entre los años 2003 y 2015.

## Palmarés internacional
| Juegos Panamericanos | Juegos Panamericanos            | Juegos Panamericanos | Juegos Panamericanos |
| Año                  | Lugar                           | Medalla              | Categoría            |
| -------------------- | ------------------------------- | -------------------- | -------------------- |
| 2003                 | Santo Domingo (Rep. Dominicana) | Medalla de oro       | Por equipos          |
| 2007                 | Río de Janeiro (Brasil)         | Medalla de bronce    | Por equipos          |
| 2015                 | Toronto (Canadá)                | Medalla de bronce    | Individual           |
| 2015                 | Toronto (Canadá)                | Medalla de bronce    | Por equipos          |